# Sancho VI de Vasconia
Sancho VI Guillermo (vasco: Antso Gilen, francés: Sanche Guillaume, Gascon: Sans Guilhem, español: Sancho Guillén) (muerto 4 de octubre de 1032) fue Duque de Vasconia desde 1009 a su muerte, sucediendo a su hermano Bernardo. Su reinado es notable por la renovación de las relaciones con los reinos de la península ibérica.
Sancho era hijo de Guillermo II Sánchez y Urraca de Navarra y pariente de Sancho III de Navarra y fue educado en la corte de Pamplona. También participó en la Reconquista. Es posible incluso que sometiera Vasconia a la suzeranía de Navarra. En 1010,  aparece junto con Sancho, Roberto II de Francia, y Guillermo V de Aquitania en Saint-Jean d'Angély. Nunca presentó homenaje al rey de Francia.
En 1027, se reunió con Guillermo V en Blaye y eligieron a Geoffrey, un Franco, como Arzobispo de Burdeos, que se había convertido en la capital del ducado durante el mandato de Sancho. Había entregado a su hermana Brisca en matrimonio al duque viudo Guillermo y a su muerte sin sucesores en 1032, los hijos aquitanos del duque con este segundo matrimonio heredaron Gasconia.